# Leggi e costituzioni di Sua Maestà
Le Leggi e costituzioni di Sua Maestà (note anche come Regie Costituzioni o Costituzioni piemontesi) sono una raccolta giuridica emanata nel 1723 e ripubblicata nel 1729, nella quale il re di Sardegna Vittorio Amedeo II racchiuse un organico corpo di leggi proprie e dei suoi predecessori.
L'opera (in 6 libri) rappresenta uno dei primi esempi in Italia di consolidamento del diritto attraverso la razionalizzazione delle fonti preesistenti.

## Il progetto
Il programma di rinnovamento e di semplificazione della confusa legislazione vigente nei territori sabaudi era parte integrante del ben più ampio progetto che perseguiva Vittorio Amedeo II per l'unificazione politica. 
Tale progetto è riassumibile nei seguenti punti:
- ammodernamento legislativo;
- riorganizzazione dell'apparato governativo centrale (stabilizzazione del consiglio di Stato, delle Segreterie di Stato e del Consiglio generale delle Finanze);
- una ristrutturazione dell'amministrazione della giustizia, in modo da agevolare un rigido controllo sui tribunali;
- una serie di limitazioni dei privilegi feudali (es. sblocco della proprietà fondiaria dei vincoli feudali, istituzione di un catasto, incameramento di un grosso numero di feudi).

Vittorio Amedeo II riteneva che il sovrano dovesse essere il punto di riferimento essenziale per l'organizzazione istituzionale, conducendo così una politica antinobiliare, basandosi sulla frantumazione del feudo. Inizialmente, egli affidò a insigni giuristi il compito di pubblicare e sistemare tutti gli editti ducali vigenti nel regno sabaudo in un corpus normativo, che avrebbe dovuto costituire la legislazione unitaria e generale dello Stato. Tuttavia, grazie soprattutto all'influenza esercitata dal suo segretario di guerra Andrea Platzaert, il sovrano ben presto superò l'idea della mera raccolta degli editti e accolse il progetto di riformare questi ultimi con linearità e precisione, pertanto ordinò una ricompilazione delle vecchie leggi ed una loro riforma. Le idee erano volte ad una semplificazione del diritto ed una facile reperibilità della norma, imponendo il modo precettivo ed apodittico, togliendo ciò che era superfluo, in funzione dell'astrattezza e generalità della norma. 

## Il contenuto
Questa raccolta di Regi Decreti si componeva di 5 libri (più un sesto aggiunto nella successiva versione), con oggetto:
1. la religione Cattolica e lo status degli ebrei presenti nello stato;
2. l'ordinamento giudiziario;
3. la procedura civile;
4. il diritto penale e procedurale penale;
5. il diritto civile;
6. il diritto feudale e fiscale.

Fra le caratteristiche salienti innovative di questo corpus, spicca la marcata nazionalizzazione dello ius commune, data la proibizione ai giudici di rifarsi a dottrine e orientamenti internazionali. Risalta inoltre la valorizzazione del precedente giudiziario, con l'ordine, in caso sussidiariamente non fosse possibile attuare nessuna norma positiva, di rifarsi alle sentenze passate della stessa Magistratura Sabauda.
Si denota anche l'adesione all'idea di proporzionalità della pena: la gravità della pena doveva essere commisurata alla gravità del reato, limitando al massimo il potere arbitrario del giudice ("che in ogni parte si tolga quanto più possibile l'arbitrio ai giudici, tanto nella materia civile che criminale").
Nelle costituzioni è presente una gerarchia delle fonti: dapprima vengano applicate le "nostre costituzioni", successivamente " gli statuti locali approvati da noi", in defectu "le decisioni dei nostri magistrati", infine il testo della legge comune, ma con il divieto di citazione dottrinale: gli avvocati e i giudici devono astenersi dal dichiarare e citare espressamente quelli che sono stati i riferimenti alla dottrina giuridica precedente. La gerarchia e il divieto d'interpretazione vengono considerati come mezzo di difesa dello statuto. L'unico che può dare interpretazione della norma è il sovrano, neanche i supremi magistrati. Queste costituzioni erodono il diritto comune, specie per quanto concerne il diritto privato. La giurisprudenza dei tribunali piemontesi ha come punto di riferimento finale i tribunali regi. Nel 1770 Carlo Emanuele III riprese questo testo, ma ormai era considerato "vecchio" in seguito alle idee circolanti dell'illuminismo giuridico.